# Juan García Esquivel
Juan García Esquivel, más conocido como Esquivel (Tampico, Tamaulipas; 20 de enero de 1918-Jiutepec, Morelos; 3 de enero de 2002), fue un arreglista, pianista y compositor mexicano, creador de un estilo de música ocasionalmente llamado lounge —de salón— o space age pop. Es considerado uno de los primeros músicos en experimentar con la música electrónica. Nacido en México, fue en Estados Unidos donde se popularizó su música teniendo a su lado a la última esposa registrada como Carina Osorio Pérez 

## Biografía
A los 10 años Juan García Esquivel, se mudó junto a sus padres a la Ciudad de México donde cuatro años más tarde ya era pianista de la estación XEW. Cuatro años después dirigía su propia orquesta de 22 músicos componiendo arreglos para el programa de radio cómico de Panzón Panzeco (Arturo Manrique), que se transmitía en esa estación. Esquivel se graduó de Ingeniero Electrónico en la Escuela Superior de Ingeniería Mecánica y Eléctrica del Instituto Politécnico Nacional, en donde adquirió los conocimientos que le ayudarían en sus primeros experimentos con la música electrónica.
A Estados Unidos llegó en 1958 contratado para hacer grabaciones con la casa matriz de la RCA Victor, además de componer y grabar, en los años 60, pequeñas piezas para Universal Studios que, en su tiempo, se llamaron «arreglos sonorámicos». Estos temas han sido usados desde entonces en varios programas televisivos estadounidenses. El músico regresó a su país en 1979 contratado para realizar la música del programa infantil Burbujas de cuyo álbum se asegura que vendió un millón de copias. 
En 1994, Juan García Esquivel sufrió un accidente que le imposibilitó volver a caminar, aunque siguió creando arreglos musicales que esperaba grabar más adelante. De hecho la compañía estadounidense Microsoft en determinado momento consideró usar sonidos creados por Esquivel para su sistema operativo Windows 95.
El músico falleció habiéndose retirado de la actividad musical. Una de sus canciones, «Mini Skirt» aparece en el disco de Kronos Quartet, y otro de los grupos que han retomado su música es Combustible Edison.

## Filmografía
- Juntos, pero no revueltos (1939)

## Discografía
Según el trabajo del músico estadounidense Joseph Holmes, y otras fuentes la discografía completa de Esquivel se presenta en la siguiente tabla que comprende grabaciones originales, participaciones y compilaciones digitales.

### Discografía original
| Año de publicación | Título                                | Discográfica              |
| 1956               | Las Tandas de Juan García Esquivel    | RCA Victor Mexicana       |
| 1957               | Cabaret Trágico (Banda sonora)        | RCA Victor Mexicana       |
| 1957               | To Love Again                         | RCA Victor (EE. UU.)      |
| 1958               | Four Corners of the World             | RCA Victor (EE. UU.)      |
| 1958               | Other world, other sounds             | RCA Victor (EE. UU.)      |
| 1959               | Exploring New Sounds in Hi-Fi         | RCA Victor (EE. UU.)      |
| 1959               | Strings Aflame                        | RCA Victor (EE. UU.)      |
| 1960               | Infinity in Sound                     | RCA Victor (EE. UU.)      |
| 1961               | Infinity in Sound Volume 2            | RCA Victor (EE. UU.)      |
| 1962               | Latin-Esque                           | RCA Victor (EE. UU.)      |
| 1962               | More of Other Worlds and Other Sounds | Reprise Records (EE. UU.) |
| 1966               | The genius of Esquivel                | RCA Victor (EE. UU.)      |
| 1968               | 1968 Esquivel!!!                      | RCA Victor (EE. UU.)      |
| 1979               | Burbujas                              | Discos América (México)   |
| 1980               | Odisea Burbujas                       | Discos América (México)   |
| 1981               | Burbujas: Vamos al Circo              | Discos América (México)   |

### Participaciones
| Año de publicación | Título                                                     | Artista principal | Discográfica         |
| 1956               | Pedro Vargas Sings                                         | Pedro Vargas      | RCA Victor (EE. UU.) |
| 1956               | María Victoria La Novia de México                          | María Victoria    | RCA Victor Mexicana  |
| 1957               | Tony Camargo                                               | Tony Camargo      | RCA Victor Mexicana  |
| 1959               | The Merriest of Christmas Pops                             | Varios artistas   | RCA Victor (EE. UU.) |
| 1959               | The Dancing Beat of the Latin Bands                        | Varios artistas   | RCA Victor (EE. UU.) |
| 1959               | Christmas Programming from RCA Victor                      | Varios artistas   | RCA Victor (EE. UU.) |
| 1960               | Hello Amigos                                               | The Ames Brothers | RCA Victor (EE. UU.) |
| 1961               | Recordando Grandes Éxitos de Norteamérica con Pedro Vargas | Pedro Vargas      | RCA Victor Mexicana  |

Recientemente, algunas de sus composiciones han sido incluidas en la banda sonora de la película The Big Lebowski ("Mucha muchacha") y Better Call Saul ("Miniskirt"),

### Reediciones y compilaciones
| Año de publicación | Título                                            | Discográfica                          |
| 1966               | The Best of Esquivel                              | RCA Victor (EE. UU.)                  |
| 1969               | Nuevos Éxitos                                     | RCA (México)                          |
| 1980               | Solo Para Bailar                                  | RCA (México)                          |
| 1982               | Juan García Esquivel y su Orquestra Sonorama      | RCA (México)                          |
| 1986               | 15 Internacionales Éxitos de Juan García Esquivel | BMG (México)                          |
| 1986               | La Bamba, La Raspa                                | BMG (México)                          |
| 1994               | Space Age Bachelor Pad Music                      | BMG Direct-Bar/None Records (EE. UU.) |
| 1994               | Music from a Sparkling Planet                     | BMG Direct-Bar/None Records (EE. UU.) |
| 1995               | Cabaret Mañana                                    | BMG Entertainment (EE. UU.)           |
| 2008               | Mexico Days                                       | Él Records (Reino Unido)              |

## Nominaciones a los Grammys
Aunque Juan García Esquivel nunca ganó un Premio Grammy, sus discos fueron nominados seis veces:
| Año de nominación | Título                     | Conceptos                                             |
| 1958              | Other Worlds, Other Sounds | Mejor Orquesta y Mejor Ingeniería en Disco no Clásico |
| 1959              | Strings Aflame             | Mejor Orquesta y Mejores Arreglos                     |
| 1957              | Infinity In Sound          | Mejor Orquesta y Mejor Ingeniería                     |

### Citas
1. ↑  «A diez años de la muerte de Juan García Esquivel».
2. 1 2  Holmes, Joseph. «Esquivel!» (en inglés). Archivado desde el original el 4 de abril de 2016. Consultado el 1 de diciembre de 2015.
3. ↑  «Juan García Esquivel: figura de culto, olvidado en México». 7 de noviembre de 2009. Archivado desde el original el 8 de diciembre de 2015. Consultado el 1 de diciembre de 2015.
4. ↑  «Juan García Esquivel dejó huella en México». 7 de junio de 2017.
5. ↑  «Esquivel!» (en inglés). Hyp Records Guide. Consultado el 1 de diciembre de 2015.